# Argulus boli
Argulus boli is een visluizensoort uit de familie van de Argulidae. De wetenschappelijke naam van de soort is voor het eerst geldig gepubliceerd in 1975 door Tripathi.